# Violettes impériales
Violettes impériales er en fransk stumfilm fra 1924 af Henry Roussel.

## Medvirkende
- Raquel Meller som Violetta
- Suzanne Bianchetti som Eugénie de Montijo
- André Roanne som de Saint-Affremond
- Jane Even
- Jimmy O'Kelly som Juan
- Claude France som de Perry-Fronsac
- Roger San Juana som Manuel
- Robert Guilbert som Duc de Morny
- Sylviane de Castillo som de Montijo